# 舞者
舞者，是藝人的一種，指專職舞蹈演出，以身體動作表達意念及美感的專業人士。舞者按不同的舞蹈種類要求，需接受不同的訓練，但相同之處是必然是艱辛而漫長。而隨著年紀老化及傷患，很多舞者的職業壽命都比一般行業短暫。部份舞者會選擇轉型為編舞或舞蹈教師。

## 著名的舞者
- 麥可·傑克森
- 瓦斯拉夫·弗米契·尼金斯基
- 瑪歌·芳婷
- 郭富城
- Lisa
- 魯道夫·紐瑞耶夫
- 羅曼菲
- 金星 (舞者)
- 劉真
- 林懷民
- 賴晏駒
- 李啟言
- 蘇芷晴
- 香胤宅